# Oorlogsmonument Zwolle

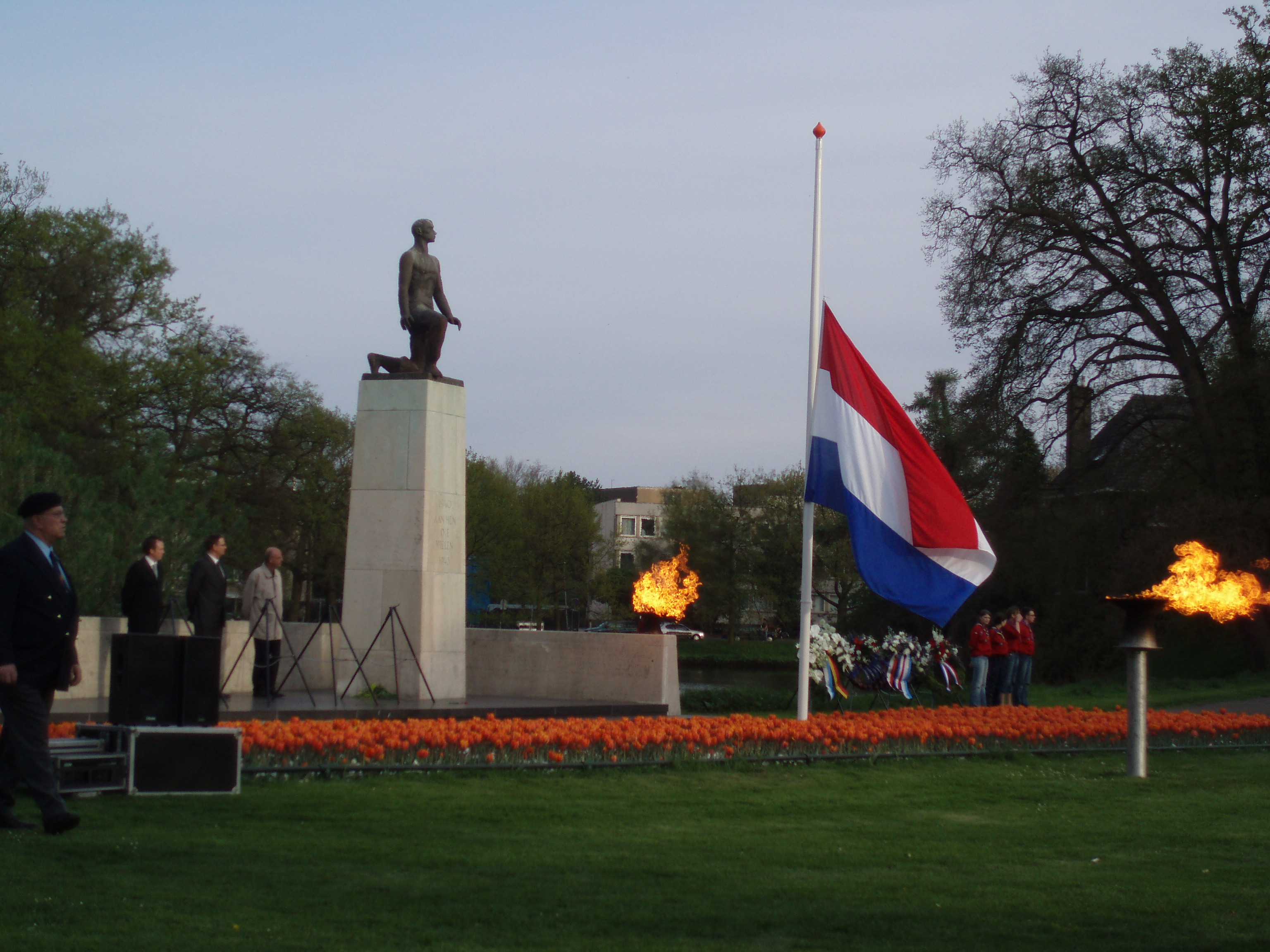
Het monument op 4 mei tijdens de herdenkingsplechtigheid.

Het Oorlogsmonument Zwolle is een monument in het Ter Pelkwijkpark in Zwolle ter nagedachtenis aan alle Zwollenaren die zijn omgekomen door oorlogshandelingen in de Tweede Wereldoorlog.

## Ontwerp en betekenis
Het monument is een ontwerp van Titus Leeser en werd op 5 mei 1950 onthuld. Het verbeeldt een mens die zich weer opricht nadat er veel leed is ondervonden. Door naar de toekomst te kijken krijgt de mens weer levensmoed. Het monument is gedeeltelijk omgeven door een lage muur die symbool staat voor weerstand.
Op de muur bij het monument zijn woorden aangebracht van Victor E. van Vriesland:
Gedenkt het leed, maar niet om stil te staan.

Gedenkt de schande, maar om voort te gaan.
Op de zuil zijn de volgende woorden te lezen:
1940 AAN HEN DIE VIELEN 1945

## Herdenkingen
Op 14 april wordt er een herdenking gehouden bij het monument omdat op deze dag Zwolle werd bevrijd. Ook op 4 mei is er een herdenking in verband met de nationale dodenherdenking. Op 15 augustus is er ook een herdenking.
Het monument is geadopteerd door de Geert Grote school en de Koningin Emmaschool.